# Tour de Quanzhou Bay
O Tour de Quanzhou Bay (oficialmente: Tour of Quanzhou Bay) é uma carreira ciclista profissional por etapas que se realiza na vila de Quanzhou na província de Fujian na China.
A carreira faz parte do UCI Asia Tour baixo a categoria 2.2 e a primeira edição correu-se em 2017 e foi vencida pelo ciclista britânico Max Stedman.

## Palmarés
| Ano  | Vencedor      | Segundo            | Terceiro           |
| ---- | ------------- | ------------------ | ------------------ |
| 2017 | Max Stedman   | Drew Morey         | Dawit Yemane       |
| 2018 | Max Stedman   | Fung Ka Hoo        | Marko Pavlic       |
| 2019 | Ryan Cavanagh | Mykhaylo Kononenko | Oleksandr Polivoda |

## Palmarés por países
| País        | Vitórias |
| ----------- | -------- |
| Reino Unido | 2        |
| Austrália   | 1        |